# Hedvig Rosendahlová

Ernst Fastbom jako Anders a Gerda Stiegler jako Anna-Stina ve Anna-Stina ve Stockholmu, divadlo Folkteatern, 1896

Hedvig Rosendahlová (nepřechýleně Hedvig Rosendahl; podpis HR; 1867 Kristianstad – 1929) byla švédská fotografka a ilustrátorka. Malovala motivy vánočních, novoročních a velikonočních přání, které vydávaly Sveriges Litografiska, Åhlén & Holm a další. Nakreslila sérii Tre glada kamrater (Tři šťastní kamarádi) v sekci Dagens Nyheter „Pro mladé a nejmladší“.

## Adresy fotografických studií ve Stockholmu
- 1897–1899 Drottninggatan 42
- 1900–1906 Drottninggatan 42 a 51 a 1900–1907 Malmskillnadsgatan 48 C[1]
- 1903–1906 Upplandsgatan 45[1]
- 1907–1910 Drottninggatan 51[1]

## Galerie

### Ilustrace

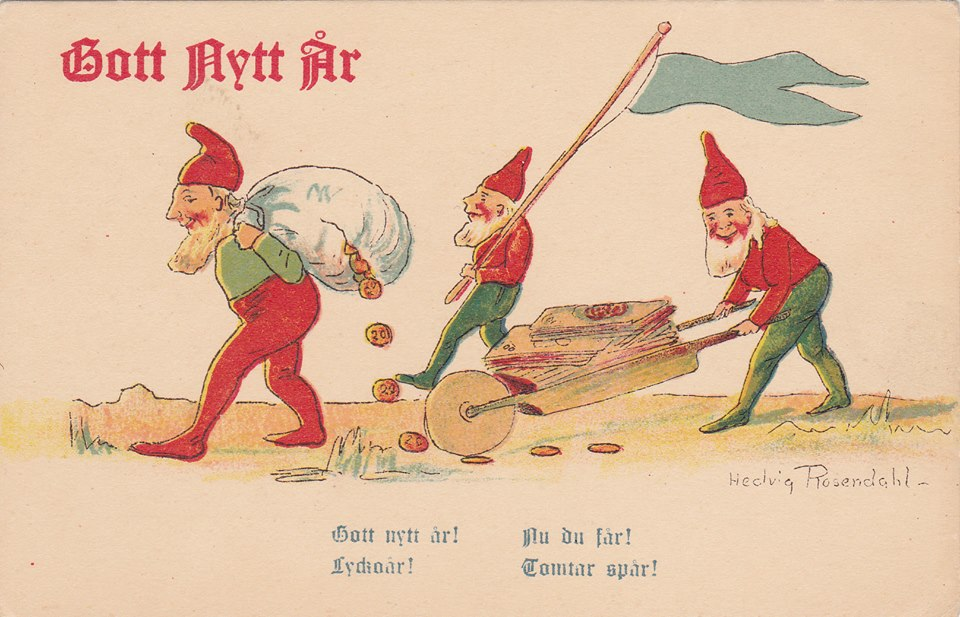
Novoročenka: Šťastný nový rok! Teď dostaneš! Šťastný rok! Skřítci předpovídají!
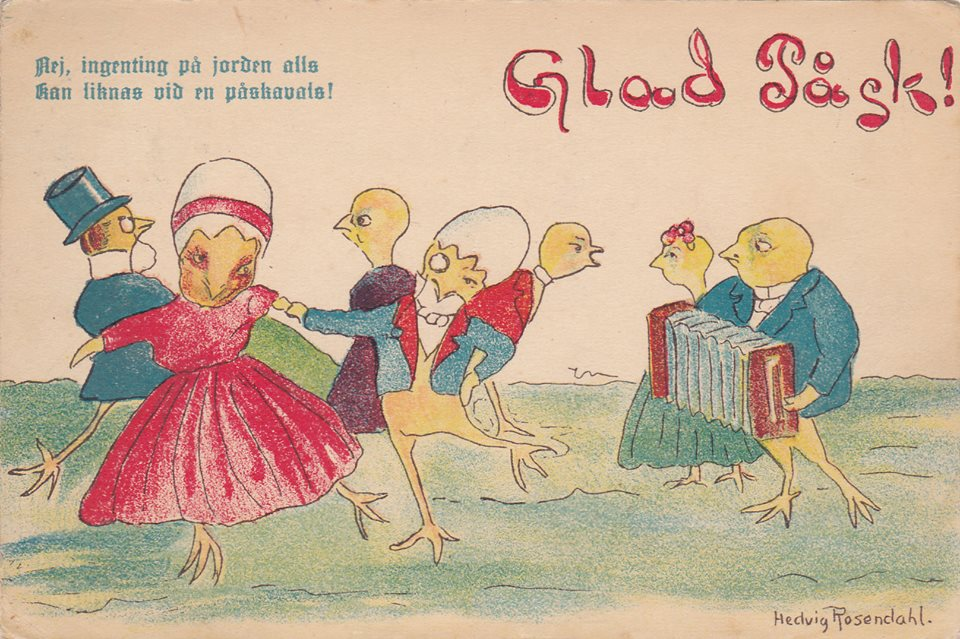
Velikonoční přání: Ne, nic na světě se nedá srovnat s velikonočním valčíkem!
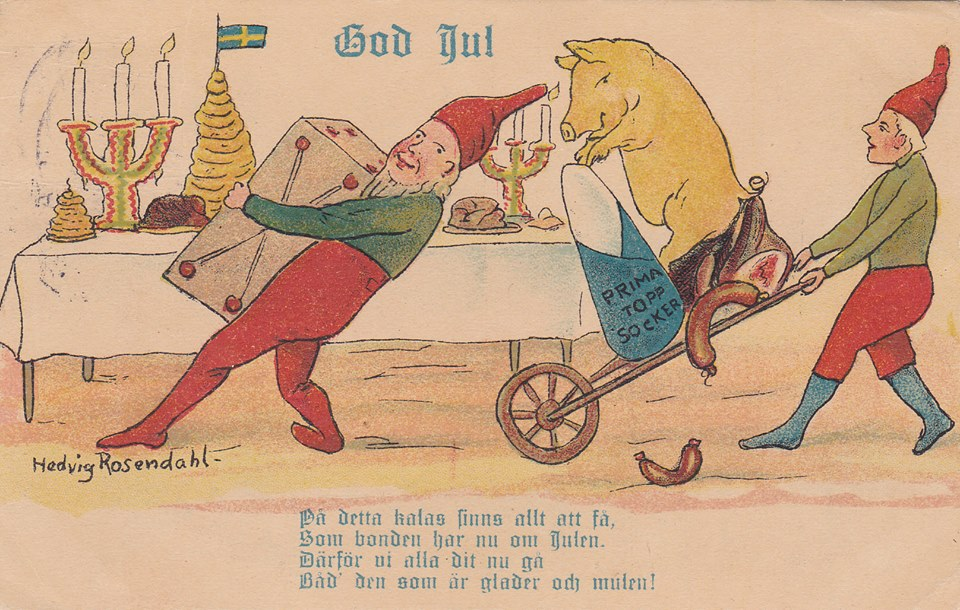
Vánoční přání: Na tomto večírku seženete vše, co má farmář teď na Vánoce. Proto tam teď všichni jdeme, jak ten, kdo je šťastný, tak ten, kdo je zachmuřený!

### Studiové fotografie

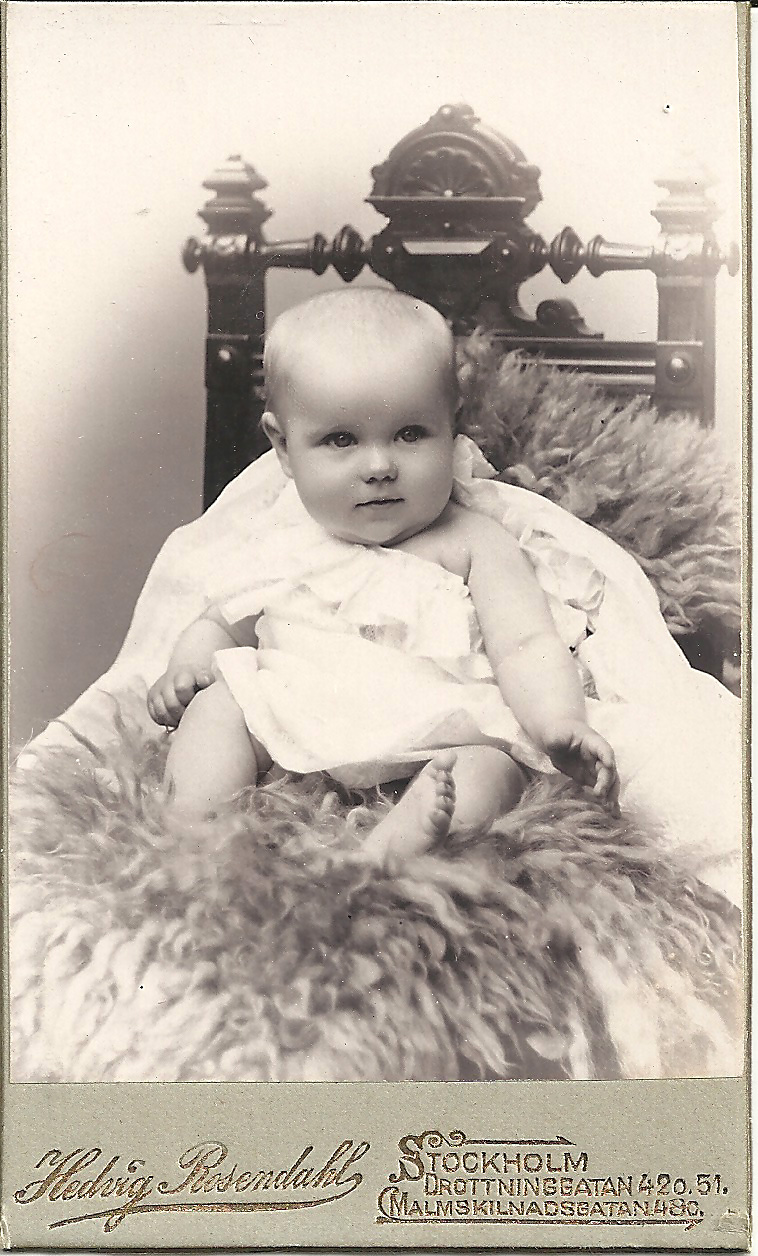
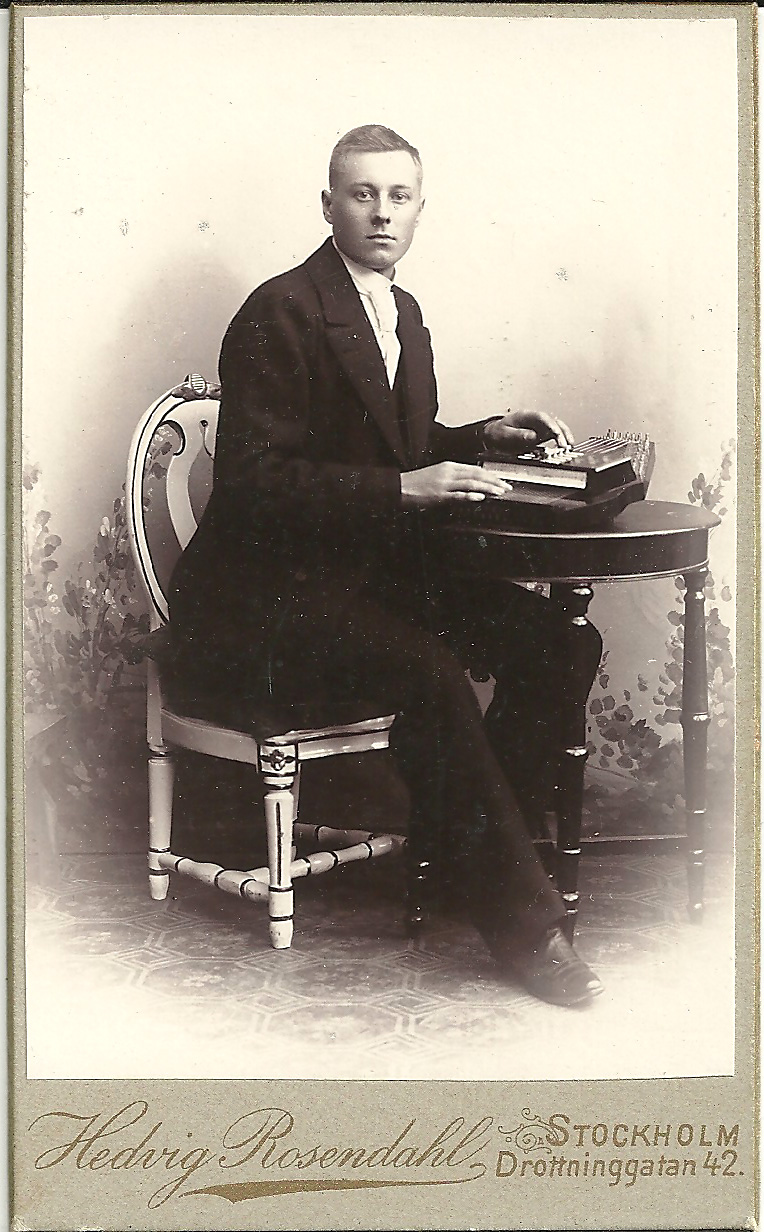
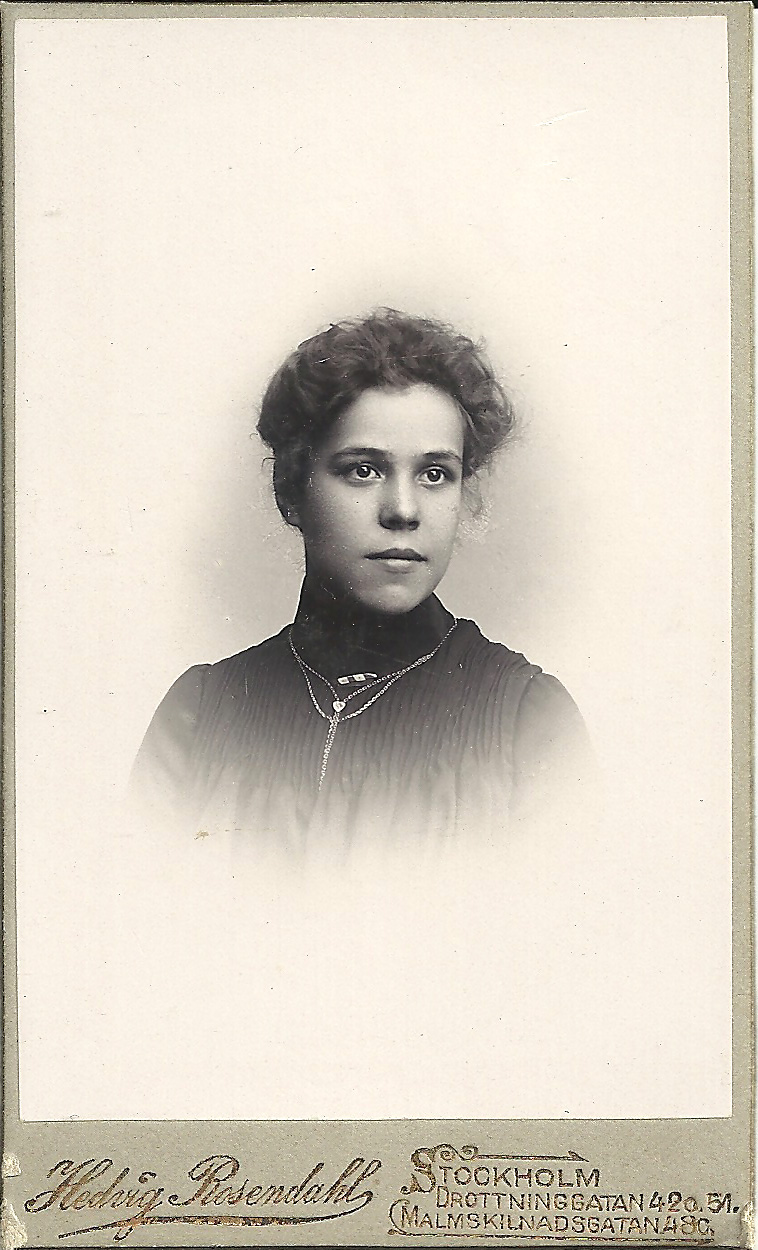
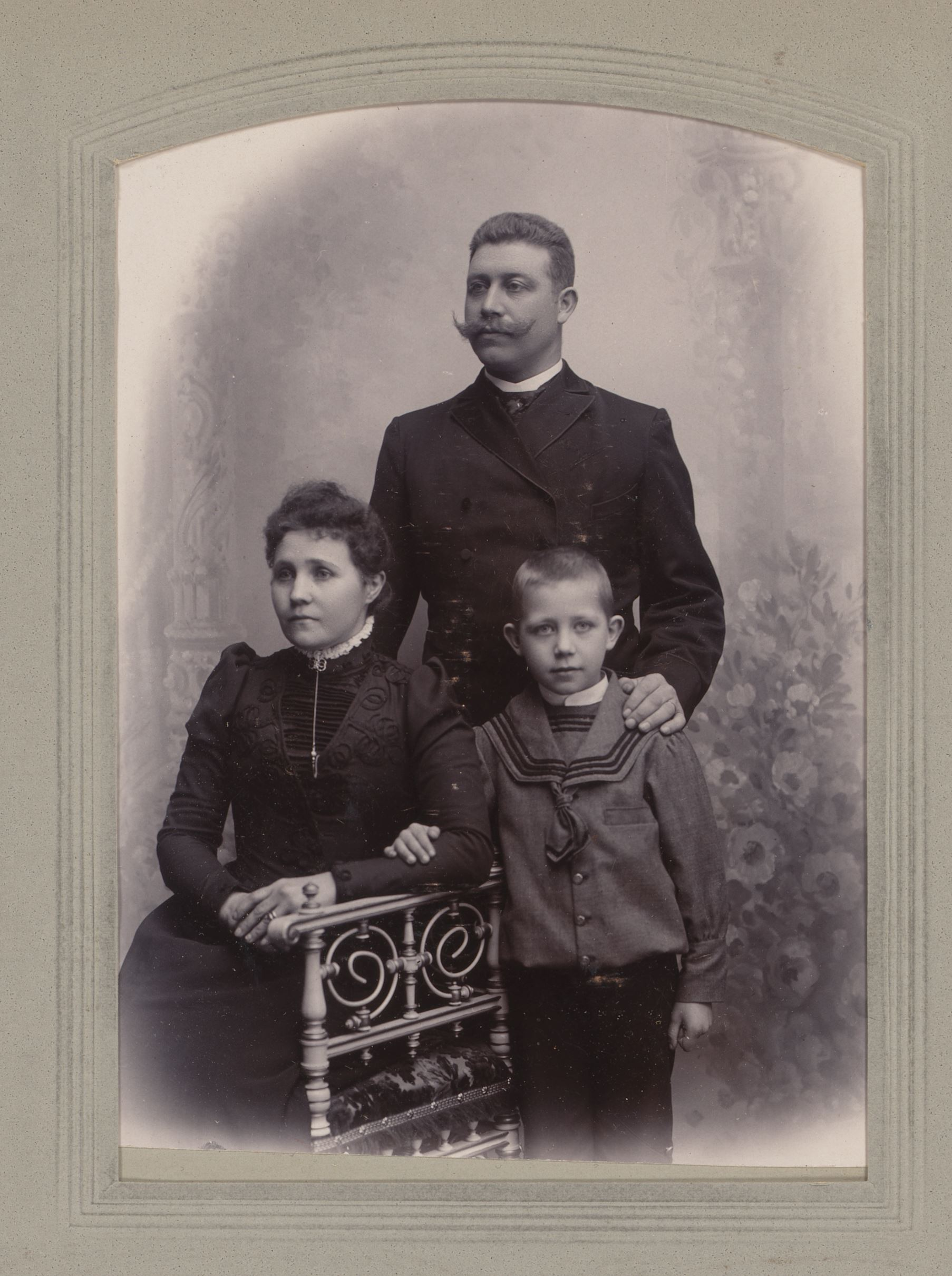
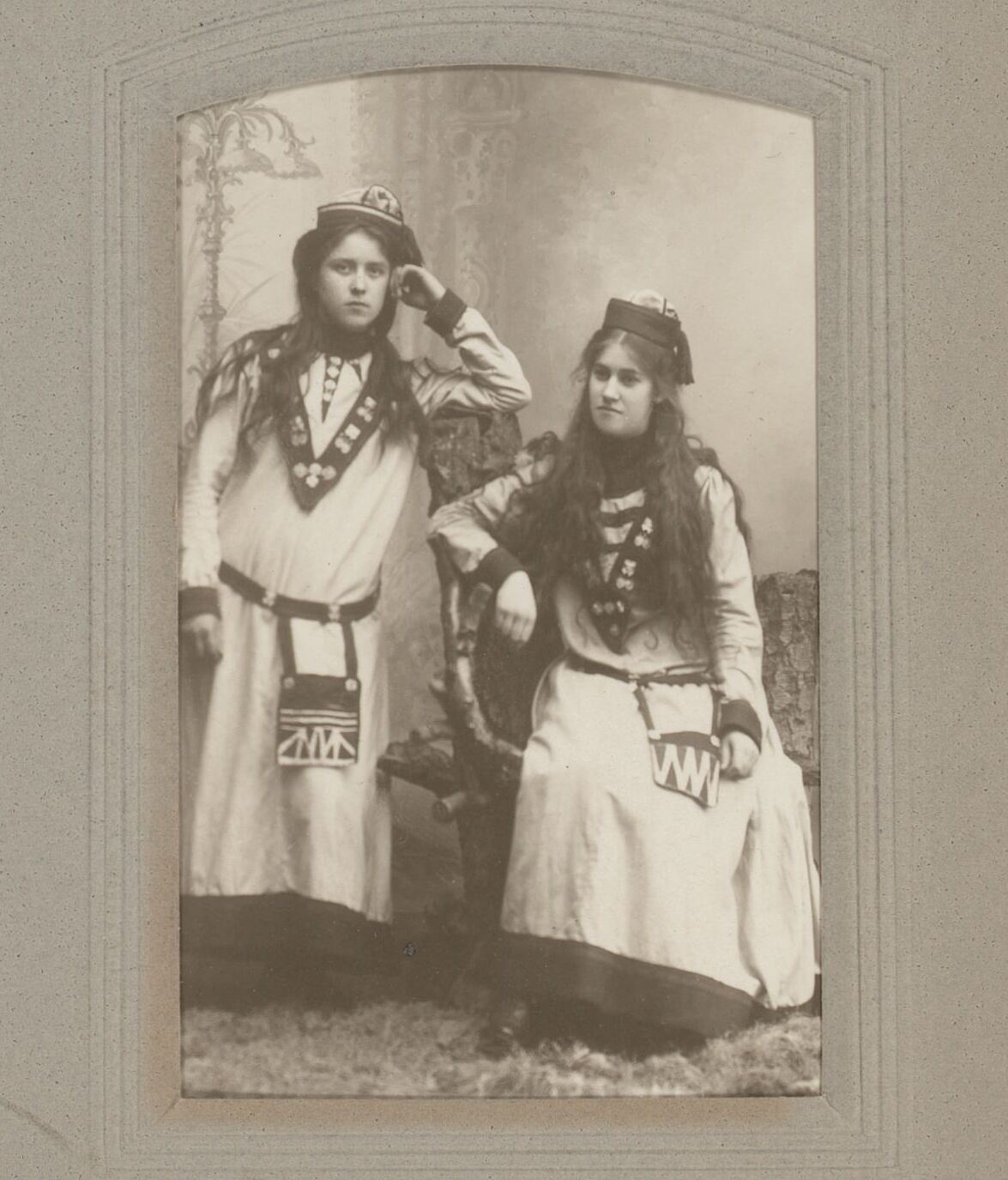